# Розбіжні прямі

## У гіперболічній геометрії

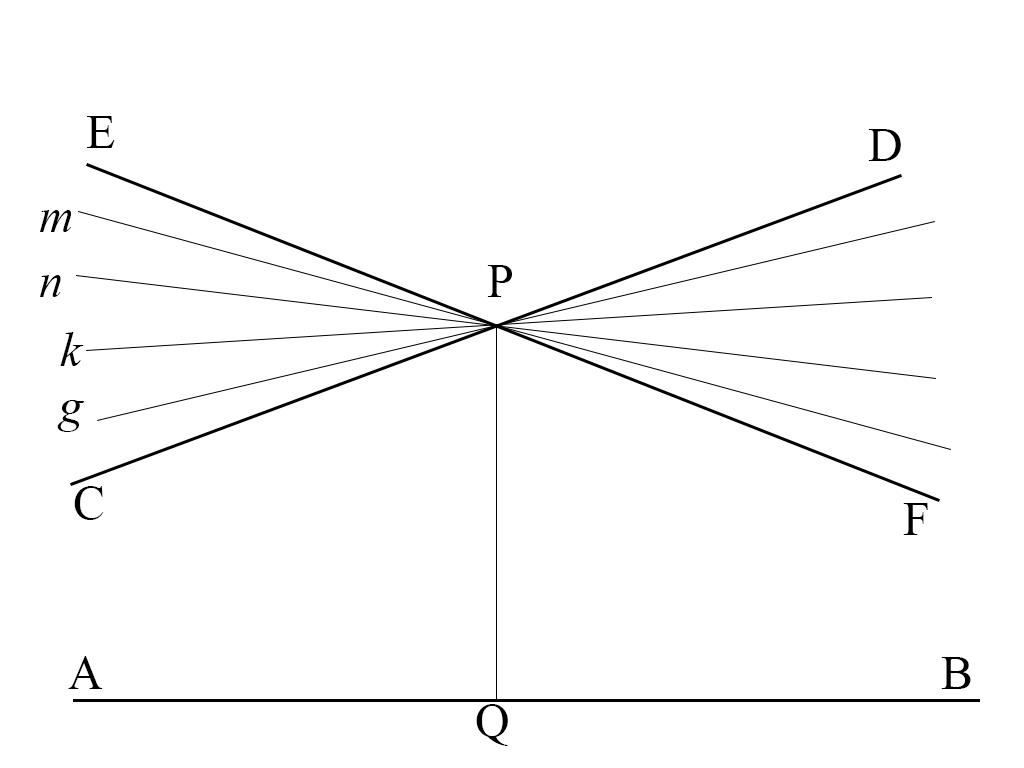
Прямі m. n. k. g — розбіжні

Розбіжними (гіперпаралельними, ультрапаралельними) прямими на гіперболічній площині називають прямі, які не перетинаються і не є паралельними.
У гіперболічній геометрії згідно аксіоми паралельності на гіперболічній площині через точку Р, що не лежить на прямій АB, проходить більше однієї прямої, що не перетинають АB. Прямі, що не перетинають АB, заповнюють частину пучка з вершиною Р, яка лежить усередині пари вертикальних кутів EPC и DPF, розташованих симметрично відносно перпендикуляра PQ до прямої АB. Прямі, що утворюють сторони вертикальних кутів, відділяють прямі, що перетинають АB, від прямих, що її не перетинають і сами є такими, що не перетинають. Ці граничні прямі будуть паралельними в точці Р до прямої АB відповідно у двох її напрямках. Інші прямі, що не перетинають АB, називаються розбіжними з цією прямою.